# Гермоген (Максимов)
Гермоген (в миру Григорий Иванович Максимов; 10 (22) января 1861, станица Нагавская, Второй Донской округ, Область Войска Донского — 30 июня 1945, Загреб) — предстоятель неканонической Хорватской православной церкви в сане митрополита и затем патриарха, ранее — архиепископ Русской зарубежной церкви.

## Биография
Родился 10 января 1861 года в станице Нагавской Донской области (ныне Котельниковский район Волгоградской области) в семье казака, служившего псаломщиком в храме.
Окончил церковно-приходскую школу в родной станице и в 1872 году поступил в Усть-Медведицкое духовное училище, которое закончил в 1876 году по I разряду.
С 1876 году поступил в Донскую духовную семинарию в Новочеркасске, которую окончил в 1882 году по I разряду, и был назначен к поступлению в Киевскую духовную академию.
В 1886 году окончил Киевскую духовную академию со степенью кандидата богословия.
15 июня 1887 года был определён псаломщиком Старочеркасской Петропавловской церкви.
В том же году рукоположён в сан иерея и назначен священником в Вознесенском кафедральном соборе города Новочеркасска.
С 1889 года — законоучитель Донского епархиального женского училища.
19 марта 1894 года назначен смотрителем Усть-Медведицкого Духовного училища.
С 1902 года — настоятель кафедрального собора во Владикавказе.
В 1906 году определён смотрителем Владикавказского Духовного училища, но в том же году назначен ректором Саратовской духовной семинарии.
21 августа 1909 года принял монашество с именем Гермоген, в тот же день возведён в сан архимандрита.

### Епископское служение в России
9 мая 1910 года в Троицком соборе Александро-Невской Лавры был хиротонисан в сан епископа Аксайского, викарием Донской епархии.
В родной Донской стороне он возрождает многие старинные церковные традиции, совершает крестные ходы, вникает в учебные, воспитательные процессы миссионерской школы и жизни, присматривает за действиями сектантов.
В пору Гражданской войны был казачьим архипастырем во Всевеликом Войске Донском.
При занятии Новочеркасска большевиками был 12 февраля 1918 года заключён под домашний арест, под которым находился до 27 февраля. Скрывался от большевиков, объявивших, что «накрошат мяса из архиерея».
В мае 1919 года принял участие в работе Юго-Восточного Собора в Ставрополе. По свидетельству протопресвитера Георгия Шавельского, архипастыри Донской епархии — митрополит Митрофан (Симашкевич) и Гермоген (Максимов) — были намерены на Соборе «не допустить организации высшей церковной власти, по их разумению, совсем не нужной». Сопротивлялись они и на предсоборном совещании, поднимая вопросы о каноничности и необходимости организации Временного Высшего Церковного Управления для территории, занятой белыми войсками Деникина, которое, однако, было организовано на Соборе. Епископ Гермоген претендовал на занятие Ростовской кафедры
В том же 1919 году епископ Гермоген был назначен на Екатеринославскую епархию.
В декабре 1919 года Донская армия отступала на Кубань, атаман назначил главой военного духовенства викарного епископа Донской области Гермогена (Максимова). Этот пастырь добрый, испытав тяготы походной жизни, уклонился от зла, счел за благо прямо из Новороссийска отправиться «в гости к английскому королю» и в 1920 году проживал на Лемносе.
Эмигрировал из России в 1920 году.

### Архиерей Зарубежной Церкви
30 мая 1922 года Высшее Церковное Управление Заграницей постановило::

1) ввиду выраженного митрополитом Афинским принципиального согласия на командирование в Афины одного из русских епископов, признать за русской эмигрантской организацией в Греции права самостоятельной епархии. 2) Управление означенной епархией поручить преосвященному Гермогену, епископу б. Екатеринославскому. <...> 4) Подчинить преосвященному Гермогену русские православные общины на о. Кипре, а также в Египте, не состоящие в ведении Управляющего военным и морским духовенством. 5) Возложить на преосвященного Гермогена архипастырское попечение о русских монастырях на Афоне.
8 ноября 1923 года Архиерейский синод РПЦЗ упразднил Епископский совет при епископе Гермогене с оставлением его, согласно указанию митрополита Афинского, духовным наблюдателем Русских православных беженцев в Греции. По бракоразводным делам обращаться было велено непосредственно к Архиерейскому Синоду РПЦЗ.
В 1922 году получил сан архиепископа. Одновременно он был направлен в Америку в сане владыки Западно-Американского и Сан-Францисского, но не вступил в эту должность по причине болезни. Впоследствии в сане архиепископа проживал в Королевстве Югославия на покое в монастыре Хопово, куда переехал в те годы Леснинский женский монастырь.
С 1924 по 1942 год был членом Архиерейского Синода Русской Православной Церкви Заграницей.
В сане архиепископа Екатеринославского участник Общего Архиерейского Собора Русской Православной Церкви Заграницей 15-29 сентября 1936 года в Сремских Карловцах, избравшего митрополита Анастасия (Грибановского) новым первоиерархом Зарубежной Церкви. На Соборе был переорганизован Архиерейский Синод Церкви, в который архиепископ Гермоген вошёл в качестве представителя епархий Дальнего Востока. 14 по 24 августа 1938 года участник Второго всезарубежного собора.
Один из основателей Братства русской правды.

### Предстоятель Хорватской православной церкви

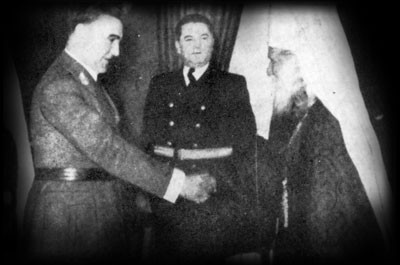
Поглавник Анте Павелич приветствует митрополита Гермогена (справа). На заднем плане: министр внутренних дел НГХ Андрия Артукович (1942)

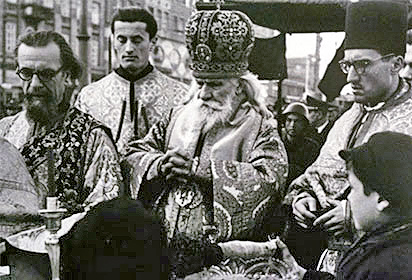

В мае 1942 года по предложению властей Независимого государства Хорватия (НГХ), основанного в апреле 1941 года при военной и политической поддержке стран «оси», согласился возглавить Хорватскую православную церковь, находившуюся в расколе с Сербской православной церковью. 5 июня 1942 года постановлением поглавника НГХ Анте Павелича назначен митрополитом Загребским. 7 июня состоялась интронизация в Преображенской церкви Загреба, причем в сан митрополита Гермогена возвел настоятель храма священник Серафим Купчевский. 8 июня в ходе торжественной церемонии Гермоген принес перед Павеличем присягу в верности НГХ и его руководителю. Вскоре Гермогеном были поставлены наместниками: Николай (Ружнецов) в Сараеве, Анатолий (Парадиев) в Зенице, Василий (Юрченко) в Шиде, Серафим (Купчевский) в Загребе. Постановлением Анте Павелича от 2 мая 1945 года назначен патриархом Хорватской православной церкви.
6 июня 1942 года Архиерейский синод РПЦЗ исключил архиепископа Гермогена из своего состава и из состава духовенства РПЦЗ, запретил его в священнослужении и постановил при первой возможности (при наличии полагающегося состава епископов) предать церковному суду. 4 августа 1942 года Синод Сербской православной церкви постановил рассматривать определение Архиерейского Синода РПЦЗ относительно архиепископа Гермогена как собственное.
Согласно опубликованным сведениям, отказался от предложения поглавника НГХ Анте Павелича вместе с клиром уехать с ним в Австрию, сказав: «Нас здесь мало, но у нас есть епископство и духовенство православное, и совесть наша спокойна. В эти скорбные времена мы сохранили православие от растления. Мы готовы дать отчёт во всех своих деяниях за время нашего служения перед свободно созванным Собором братской Сербской Церкви с участием архиереев Русской зарубежной Церкви».

### Смерть
8 мая 1945 года, сразу по занятии Загреба коммунистическими силами Иосипа Броз Тито, вместе с другими русскими клириками Преображенского собора был арестован. 29 июня 1945 года состоялся суд Военного трибунала при коменданте Загреба под председательством капитана Р. Владе над 23 священнослужителями различных конфессий, в том числе шестью православными, и 35 мирянами; из них 49 человек были приговорены к смертной казни. Митрополита Гермогена обвинили в том, что он «принял должность и титул митрополита Загребского, а в перспективе и патриарха так называемой Хорватской Православной Церкви, которая была создана по приказу Павелича». Большую часть приговорённых расстреляли в лесу за городом на следующий день (по некоторым сведениям, 3 июля 1945 года). Могила его неизвестна. Есть только кенотаф на загребском кладбище «Мирогой».

## Память
19—25 октября 2010 года Архиерейский собор Русской истинно-православной церкви присоединил к Собору новомучеников и исповедников Российских архиепископа Гермогена, протоиерея Серафима Купчевского, протодиакона Алексия Борисова и других деятелей неканонической Хорватской православной церкви, также расстрелянных коммунистами в 1945 году после крушения Независимого Государства Хорватия. 15 декабря Архиерейский Синод РИПЦ приостановил действие Акта о причислении вышеуказанных лиц к Собору новомучеников и исповедников Российских.
3 мая 2014 года ХПЦ канонизировала Гермогена (Максимова).